# Холковичи
Холковичи — деревня в Смоленском районе Смоленской области России. Входит в состав Вязгинского сельского поселения. По состоянию на 2007 год постоянного населения не имеет. 
Расположена в западной части области в 26 км к северу от Смоленска, в 20 км севернее автодороги М1 «Беларусь». В 28 км южнее деревни расположена железнодорожная станция Смоленск на линии Москва — Минск. 

## История
В годы Великой Отечественной войны деревня была оккупирована гитлеровскими войсками в июле 1941 года, освобождена в сентябре 1943 года. 